# Capparis velutina
Capparis velutina là một loài thực vật có hoa trong họ Capparaceae. Loài này được P.I.Forst. mô tả khoa học đầu tiên năm 1997.